# Кучерена, Анатолий Григорьевич
Анато́лий Григо́рьевич Кучере́на (23 августа 1960, с. Мындра, Каларашский район, Молдавская ССР, СССР) — российский адвокат, доктор юридических наук, профессор, председатель Общественного совета при МВД России. Заслуженный юрист Российской Федерации (2017).

## Биография
Родился 23 августа 1960 года в многодетной семье агронома в селе Мындра Каларашского района Молдавской ССР, в санатории «Советская Молдавия», курортном местечке с лечебными грязями в 60 км от Кишинёва. По собственному признанию, в детстве часто пытался разнимать драки, Анатолию хотелось, чтобы люди не дрались, а договаривались. В молодости пытался исследовать происхождение своей редкой фамилии, однако оно так и осталось загадкой. В школьные годы увлекался творчеством Некрасова, Чернышевского, Маяковского, позже — Булгакова и Аксёнова.
В 1979—1981 годах проходил срочную службу в Советской Армии (ракетные войска). Служил на полигонах Капустином Яре и в Аральске, закончил службу командиром отделения.
С 1981 по 1983 год работал в ГУВД Москвы, в 1983—1985 гг. учился в Московской высшей школе милиции МВД СССР (ныне — Московский университет МВД России), но был отчислен из школы и уволен из органов внутренних дел.
С 1987 по 1988 год работал консультантом юридического отдела плодоовощной базы Брежневского района Москвы, ночами на этой же базе подрабатывал разгрузкой продукции.
В 1989 году работал юрисконсультом управления «Мосавтолегтранс», с 1989 по 1990 год — старшим юрисконсультом международной межправительственной организации «Форум», в 1991—1993 гг. — начальником юридического отдела АО «Излучина».
В 1991 году окончил Всесоюзный юридический заочный институт (ныне — Московский государственный юридический университет имени О. Е. Кутафина).
С 1993 года — член Московской городской коллегии адвокатов. С 1993 по 1995 год — сотрудник Первой московской юридической консультации, где его наставником был Генри Резник.
В 1995 году Кучерена организовал и возглавил одно из первых адвокатских бюро в рамках МГКА — «Аргумент» (с 2003 — коллегия адвокатов «Кучерена и партнёры»).
В 1999 году защитил кандидатскую диссертацию на тему «Административная юстиция в механизме защиты прав и свобод человека и гражданина в Российской Федерации».
С 26 декабря 2001 года — заведующий кафедрой Адвокатуры и нотариата Московского государственного юридического университета имени О. Е. Кутафина.
С 2003 года — доктор юридических наук, тема диссертации — «Роль адвокатуры в становлении гражданского общества в России».
Член Общественной палаты РФ с 2005 года по 2017 год. В 2006 году стал председателем комиссии Общественной палаты по контролю за деятельностью правоохранительных органов, силовых структур и реформированию судебной системы.
Член центрального совета Ассоциации юристов России.
Председатель Центрального Совета Общероссийского общественного движения за достойную жизнь и справедливость «Гражданское общество».
Председатель некоммерческого фонда «Институт демократии и сотрудничества».
В 2011 году подписал Обращение представителей общественности против информационного подрыва доверия к судебной системе Российской Федерации.
В 2012 году вошёл в список доверенных лиц кандидата в президенты России Владимира Путина.
С 4 декабря 2013 года является председателем Общественного совета при МВД России, сменив на этой должности Илью Резника.
По мнению Кучерены, «избыток свободы — это то же самое рабство».
В 2020 году Евгений Додолев и Марина Леско выпустили книгу «Анатолий Кучерена. Адвокат и бренд» (ISBN 978-5-00-512624-5).

## Известные дела и доверители
В 1997—2001 годах защищал писателя и дипломата Платона Обухова по «шпионскому» делу (обвинение в сотрудничестве с британской разведкой). Обухов был признан невменяемым, направлен на принудительное лечение в психиатрическую клинику. В 2003 он был выписан из клиники для прохождения амбулаторного лечения на дому.
В 1998 году защищал издателя и главного редактора «Энциклопедии для детей» Светлану Исмаилову, арестованную по обвинению в нарушении авторских прав издательства «Аванта+». Исмаилова была освобождена из-под стражи, уголовное дело прекращено в 1999 году на досудебной стадии в порядке применения акта амнистии.
В 2000—2005 годах представлял интересы Тамары Рохлиной, обвинённой в убийстве своего супруга, генерала Льва Рохлина. В 2000 году она была приговорена к восьми годам лишения свободы, в 2001-м приговор был отменён Верховным судом, в 2005-м был вынесен новый приговор — 4 года лишения свободы условно. В 2005 году Европейский суд по правам человека признал, что права Рохлиной в ходе расследования дел были нарушены — в частности, она провела чрезмерный срок в предварительном заключении, однако сам приговор ЕСПЧ не ставил под сомнение.
В 2002—2003 годах представлял интересы российских лыжниц Ольги Даниловой и Ларисы Лазутиной, лишённых золотых медалей Олимпийских игр по обвинению в употреблении допинга. Дело рассматривалось в Спортивным арбитражном суде в Лозанне, а затем в Верховном суде Швейцарии, которые подтвердили правомерность лишения наград.
В разное время Кучерена представлял интересы:
- бизнесмена Сергея Лисовского (дело об убийстве Владислава Листьева в 1995[1], дело о «коробке из-под ксерокса» — о финансировании избирательной кампании Бориса Ельцина в 1996 году)[12];
- бывшего министра юстиции Валентина Ковалёва (дело о «банном скандале» — публикации в СМИ фотографий, изображавших, как утверждалось, встречи министра с женщинами в сауне, якобы контролируемой солнцевской преступной группировкой)[12];
- кинорежиссёра и общественного деятеля Никиты Михалкова;
- певца Иосифа Кобзона;
- художественного руководителя Театра на Таганке Юрия Любимова;
- актёра Юрия Яковлева;
- бывшего сотрудника ЦРУ Эдварда Сноудена[13];
- предпринимателя Сулеймана Керимова, ставшего в Белоруссии обвиняемым по делу «Уралкалия»[14].
- российского эстрадного певца Григория Лепса, включённого в США в «чёрные списки» по подозрению в причастности к синдикату «Братский круг»[15].

## Общественная деятельность

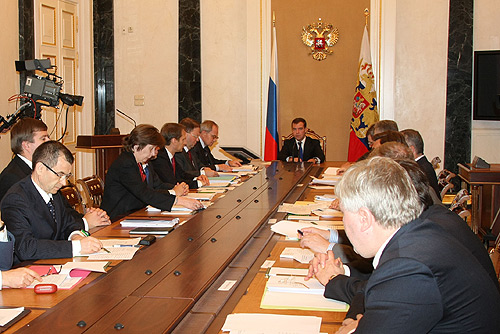
Кучерена (справа) на заседании Совета по противодействию коррупции. 2008 год

С 2005 — по 2017 член Общественной палаты (назначен указом президента России). С 2006 — председатель комиссии Общественной палаты по контролю за деятельностью правоохранительных органов, силовых структур и реформированию судебной системы (с 2009 года переименована в Комиссию по общественному контролю за деятельностью и реформированием правоохранительных органов и судебно-правовой системы, с 2012 г. — Комиссия по проблемам безопасности граждан и взаимодействию с системой судебно-правоохранительных органов). С 2006 года — член Общественных советов при ФСБ, МЧС, МВД России, Минобороны, Научно-консультативного совета при Генпрокуратуре РФ.
В качестве члена Общественной палаты в 2006 занимался расследованием трагедии солдата Андрея Сычёва (связанной с проблемой «дедовщины» в Вооружённых силах). Принимал участие в разрешении конфликта переселяемых из их домов жителей с московскими властями и застройщиками в московском микрорайоне Южное Бутово.
В марте 2007 года, по итогам бутовских событий, в качестве ответчика проиграл иск о защите чести и достоинства мэру Москвы Юрию Лужкову и председателю Мосгордумы Владимиру Платонову. В ходе событий вокруг садоводческого товарищества «Речник» зимой 2010 года получил известность его конфликт с главой Мосгорсуда Ольгой Егоровой.
Выступал в качестве посредника в российско-французском деле Ирины Беленькой — Жан-Мишеля Андре (история маленькой Элизы), проводил общественные проверки по ситуации с приёмными родителями Глеба Агеева и конфликтом в Свято-Боголюбовском монастыре.
Кучерена выступал с идеей кардинальной реформы судейской квалификационной коллегии, предлагая разделить её на две независимых друг от друга части: один состав должен принимать судей на работу, другой — оценивать качество работы судей.
В 2013 году наиболее важные инициативы Кучерены связаны с упрощением процедуры обжалования штрафов, усилением контроля за автостраховщиками, введением спецсертификации водителей, перевозящих детей. Адвокат предпринимал усилия для освобождения арестованных активистов «Гринпис».
В 2013 году для решения дорожных проблем Кучерена объединил усилия Общественных советов МВД России и Минтранса России и стал инициатором создания первого общественного доклада «О состоянии дел в сферах организации и безопасности дорожного движения в регионах России». В рамках подготовки второго подобного доклада 25 мая 2015 года состоялась презентация интерактивной «народной» карты, которая позволит любому гражданину сообщать о проблемах на дорогах и отслеживать развитие ситуации в режиме онлайн.
В январе 2018 года стал доверенным лицом Владимира Путина на президентских выборах 18 марта 2018 года.
Председатель Общественного совета при МВД России (с 2006 г.). Член комиссии при Президенте РФ по предварительному рассмотрению кандидатур на должности судей федеральных судов. Член Комиссии при Президенте РФ по вопросам кадровой политики в правоохранительных органах. Член Совета при Президенте Российской Федерации по противодействию коррупции. Член Общественного Совета при Федеральной службе безопасности России (с 2006 г.). Сопредседатель Центра общественных процедур «Бизнес против коррупции». Председатель Центрального совета Общероссийского общественного движения за достойную жизнь и справедливость «Гражданское общество». Председатель правления некоммерческого фонда «Институт демократии и сотрудничества». Член рабочей группы по вопросам совершенствования законодательства Российской Федерации о судебной системе (Государственно-правовое управление Президента Российской Федерации). Член Правительственной комиссии по обеспечению безопасности дорожного движения. Член Общественно-консультативного Совета при Генеральной прокуратуре Российской Федерации (с 2006 г.). Член Попечительского совета Национального союза ветеранов дзюдо. Председатель Общественного совета Министерства транспорта Российской Федерации (с 2012 по 2015 г.). Член Общественной палаты РФ (с 2005 по 2017 г.). Председатель Совета при Губернаторе Московской области по развитию гражданского общества и правам человека (с 2015 по 2017 г.). Член редакционного совета журнала «ФСБ: за и против».

## Книги
1. Бал беззакония. Диагноз адвоката. — М.: Политбюро, 1999. — 351 с.
2. Роль адвокатуры в становлении гражданского общества в России. — М.: Penates-Пенаты, 2002. — 223 с.
3. Адвокатура в условиях судебной реформы. — М.: Penates-Пенаты, 2002. — 87 с.
4. Происхождение и основные принципы деятельности российской адвокатуры. — М.: Право и жизнь, 2002.
5. Кому выгодно? Тенденциозные заметки адвоката. — М., 2003. — 238 с.
6. Право силы — бессилие права. — М.: Национальное обозрение, 2003. — 350 с.
7. Без крови не обойтись… — М.: Национальное обозрение, 2003. — 253 с.
8. Между народом и государством. 30 веков гражданского обществ. — М.: Национальное обозрение, 2004. — 317 с.
9. Адвокатура: Учебник. — М.: Юристъ, 2004. — 351 с.
10. Адвокатура: Учебник. — 2-е изд., перераб. и доп. — М.: Юристъ, 2006. — 751 с.
11. Настольная книга адвоката. — Ростов н/Д: Феникс, 2007. — 1004 с. — (Консультант юрист).
12. Жилищные споры: юридический справочник для населения. — Ростов н/Д: Феникс, 2008. — 445 с. — (Консультант юрист).
13. От государственного террора к эре милосердия. В 2 книгах. — Кн. 1. — М.: Национальное обозрение, 2008. — 560 с.; Кн. 2. — М.: Национальное обозрение, 2008. — 383 с.
14. Романтики гражданского общества. Четыре года в Общественной палате РФ. — М.: Национальное обозрение, 2009. — 576 с.
15. Великие хартии вольностей. Как выплавлялись права человека в огне четырёх революций. — М.: Национальное обозрение, 2011. — 536 с.
16. Общественный заказ: прошлое и настоящее социальных движений. — М.: Национальное обозрение, 2013. — 709 с.
17. Ангел мщения. — М.: Национальное обозрение, 2014. — 276 с.
18. The Time of the Octopus. — М.: «National Review», 2014. — 240 p.
19. Дети Кайна. — М.: Э, 2015. — 352 с.
20. Поцелуй Иуды. — М.: Эксмо, 2015. — 352 с.
21. Время спрута. — М.: Эксмо, 2016. — 352 с. (в 2017 переведена на китайский язык).
22. 22 дела, изменившие Россию. Новейшая история глазами адвоката. — М.: Эксмо, 2016. — 704 с.

## Политическая деятельность
6 февраля 2012 года был официально зарегистрирован как доверенное лицо кандидата на пост президента РФ Владимира Путина.

## Критика и оценки
- Член Общественной платы Николай Сванидзе считает, что Кучерена — прекрасный законник, детально знающий, как законы действуют в российских условиях. «Он умеет защищать человека именно в наших условиях, в соответствии с нашим правоприменением. И это делает его очень эффективным. Он порядочный, честный парень»[4].
- Газета «Новый взгляд», прослеживая карьеру Кучерены, 18 ноября 2006 года писала:

Анатолий Кучерена — по большому счёту Гагарин. От юриспруденции. Но не потому, что у него ясные голубые глаза и обаятельная застенчивая улыбка ребёнка. А потому, что путь, который он преодолел по жизни, вполне сопоставим с полётом человека в космос.

- По словам депутата Госдумы РФ и Мосгордумы разных лет Сергея Митрохина, обращавшегося к Кучерене по разным острым вопросам, связанным с защитой прав человека, конкретной помощи им оказано никогда не было. При этом, отмечает Митрохин, «всегда очевидна его трепетная лояльность к властям, которые, наверно, в нём заинтересованы. И он в них заинтересован. Если это особа, приближенная к императору, она будет пользоваться повышенным вниманием со стороны адвоката Кучерены»[4].
- Подвергался критике в прессе за сознательный адвокатский выбор только громких, резонансных дел, которым заранее гарантирован значительный интерес общественности и внимание СМИ[18].
- Радиостанция «Эхо Москвы» отмечает медийный потенциал Кучерены, занимающего в России ключевые позиции по теме «Права человека и силовики». Согласно этой точке зрения, Кучерена — незаменимый человек, когда Кремлю нужно нейтрализовать негатив, урегулировать скандал, погасить напряжение, минимизировать ущерб интересам властей. Этим же объясняется активное участие Кучерены в деле Сноудена[4].

## Семья и увлечения
Согласно интервью газете «Московская правда» в ноябре 2006 года и журналу «Крестьянка» в октябре 2008 года, Кучерена женат; имеет взрослого сына от первого брака, а также дочь Анастасию (р.2003) от гражданского брака с Ольгой Майдан. У него есть младший брат, бизнесмен, живёт в Германии; и младшая сестра, работает в Кишинёве на телевидении. Его мать скончалась во время приднестровского конфликта.
Вторая жена Кучерены ―  Анастасия. Разница в возрасте супругов составляет около тридцати лет.
Кучерена с семьёй проживает в 5-комнатной московской квартире на Остоженке.
Хобби Кучерены — шахматы и горные лыжи.
Написал роман «Время спрута», права на экранизацию которого в июне 2014 года купил Оливер Стоун.

## Награды
- Орден Александра Невского (22 декабря 2022 года) — за заслуги перед государством и многолетнюю добросовестную работу[25]
- Орден Почёта (23 июля 2009 года) — за заслуги в укреплении законности и многолетнюю плодотворную деятельность[26]
- Заслуженный юрист Российской Федерации (17 августа 2017 года) — за большой вклад в развитие юридических наук и подготовку квалифицированных специалистов[27]
- Благодарность Президента Российской Федерации (18 ноября 2010 года) — за заслуги в развитии российского гражданского общества и активную общественную деятельность[28]
- Знак Преподобного Сергия Радонежского (8 декабря 2017 года)[29] — за большой личный вклад в развитие гражданского общества, активную общественную деятельность и защиту прав интересов жителей Московской области
- Орден Русской Православной Церкви Святого Благоверного князя Даниила Московского III степени
- Медаль I степени «За заслуги в защите прав и свобод граждан»
- Серебряная медаль им. Ф. Н. Плевако «За высокие достижения в профессиональной деятельности»
- Почётное звание «Почётный юрист города Москвы»
- Приз «Золотой меч» (22 сентября 2017 года) — за лучший сценарий к фильму «Сноуден» (производство США, Франция, Германия, 2016 год) режиссера Оливера Стоуна
- Лауреат Золотой медали имени Льва Николаева (13 ноября 2017 года) — за выдающийся вклад в просвещение, образование, науку и культуру